# مواد خطرناک

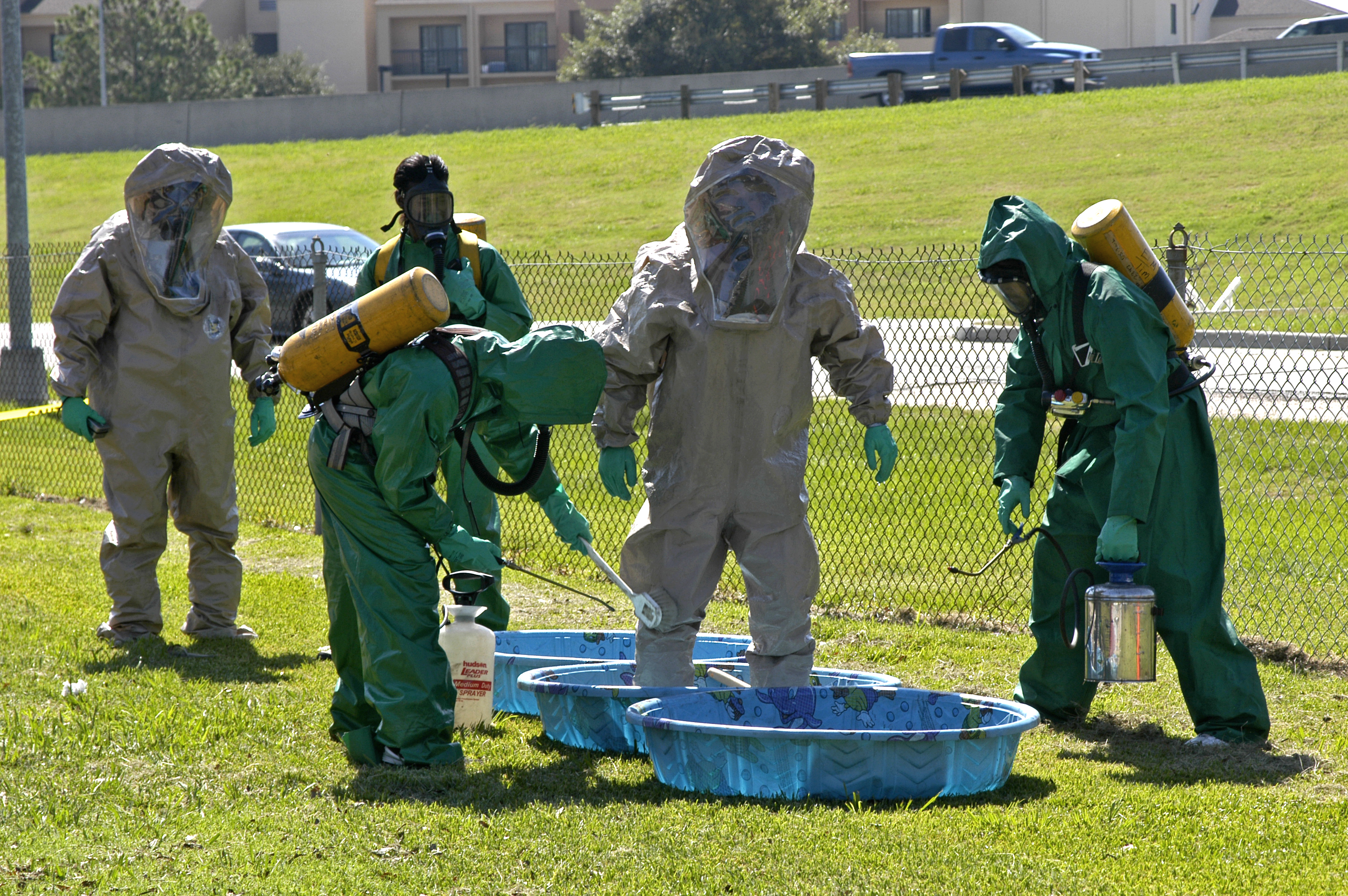
یک تیم تکنسین فوریت‌های پزشکی به عنوان پاسخ‌دهندگان به مواد خطرناک و شرایط آلودگی سمی به عنوان امدادگر (لباس خاکستری) و ضد عفونی‌کننده (لباس سبز) تمرین می‌کنند.

تصویرنگاشت مواد سمی سیستم هماهنگ جهانی طبقه‌بندی و برچسب‌گذاری مواد شیمیایی.

مواد خطرناک (به انگلیسی: Dangerous goods) موادی هستند که هنگام حمل و نقل برای سلامتی، ایمنی، اموال یا محیط زیست خطرناکند. برخی از مواد خطرناک که حتی زمانی که حمل و نقل نمی‌شوند خطراتی را ایجاد می‌کنند، به مواد پرخطر معروفند (به انگلیسی: hazardous materials یا به اختصار HAZMAT یا hazmat). نمونه‌ای از مواد خطرناک، زباله‌های خطرناک است که پسماندهایی هستند که تهدیدات اساسی یا بالقوه‌ای برای بهداشت عمومی یا محیط زیست دارند.
مواد خطرناک اغلب تابع مقررات شیمیایی هستند. تیم‌های Hazmat پرسنلی هستند که به‌طور ویژه برای رسیدگی به مواد خطرناک آموزش دیده‌اند که شامل مواد رادیواکتیو، قابل اشتعال، منفجره، خورنده، اکسنده، خفه‌کننده، خطرناک زیستی، سمی، بیماری‌زا یا آلرژی‌زا هستند. همچنین شامل شرایط فیزیکی مانند گازها و مایعات فشرده یا مواد داغ، از جمله همه کالاهای حاوی چنین مواد یا مواد شیمیایی هستند، یا ممکن است دارای ویژگی‌های دیگری باشند که آن‌ها را در شرایط خاص خطرناک می‌کند.
مواد خطرناک اغلب با تابلوهای لوزی‌شکل روی کالا (ببینیدNFPA 704)، ظرف آن یا ساختمانی که در آن نگهداری می‌شود نشان داده می‌شوند. رنگ هر لوزی نشان دهنده خطر آن است، مثلاً قابل اشتعال با قرمز نشان داده شده‌است، زیرا آتش و گرما عموماً قرمز هستند و ماده منفجره با رنگ نارنجی نشان داده می‌شود، زیرا مخلوط کردن قرمز (قابل اشتعال) با زرد (عامل اکسنده) رنگ نارنجی می‌سازد. یک گاز غیرقابل اشتعال و غیر سمی با رنگ سبز نشان داده می‌شود، زیرا همه محفظه‌های هوای فشرده در فرانسه پس از جنگ جهانی دوم به این رنگ بودند و سیستم لوزی شناسایی مواد پرخطر از فرانسه نشأت گرفت.

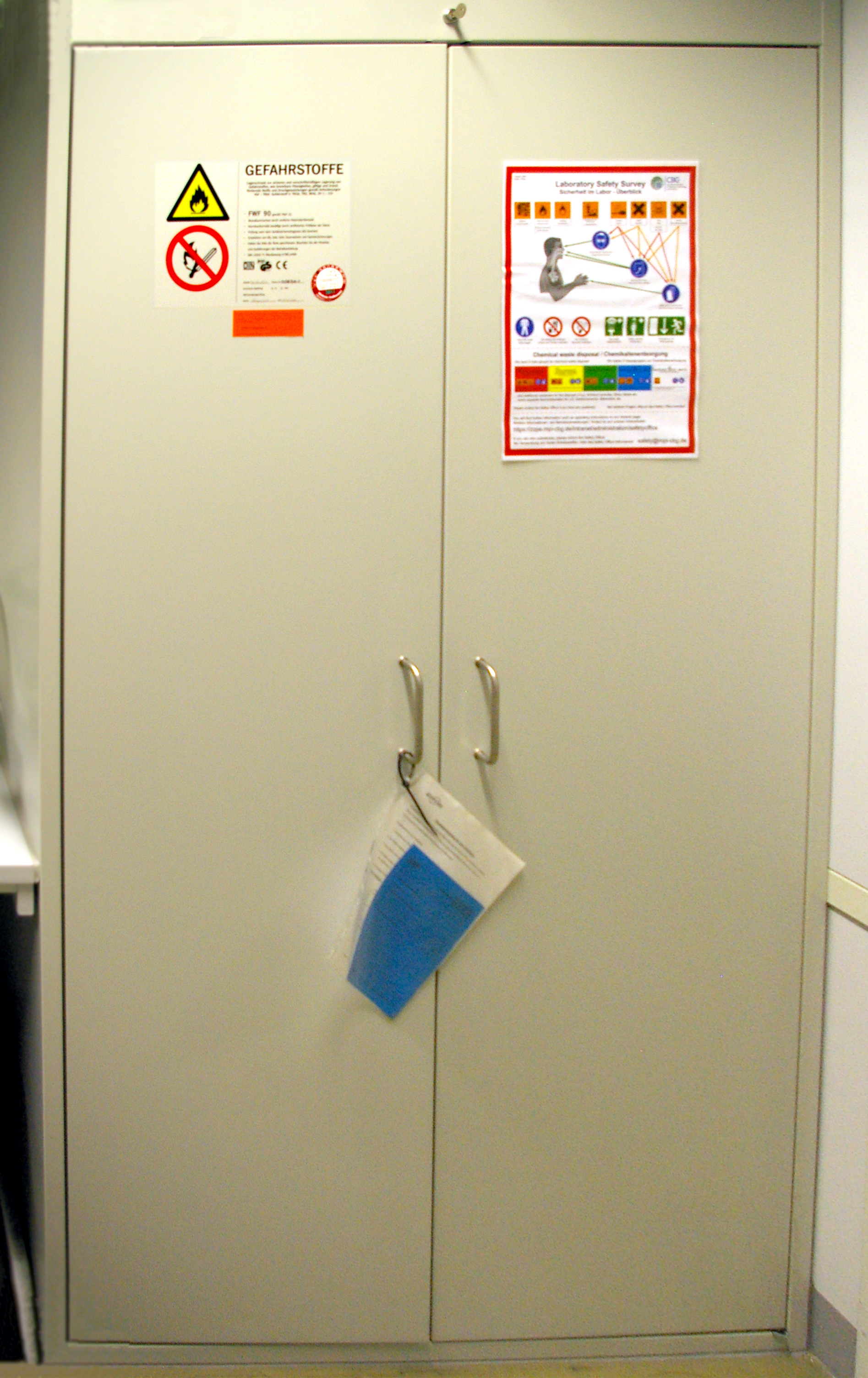
یک گنجینه مقاوم و نسوز برای مواد شیمیایی خطرناک